# Кнубель, Бернард
Бернард Вильгельм Кнубель (нем. Bernard Wilhelm Knubel ; 13 ноября 1872, Мюнстер — 14 апреля 1957, Мюнстер)   — немецкий велосипедист и предприниматель, участник Летних Олимпийских игр 1896 .

## Биография
Бернард Кнубель родился 13 ноября 1872 года в Мюнстере. Он был одним из девяти детей работника железной дороги. После окончания школы он стал учеником местного скульптора Вильгельма Болта, но он недолго занимался этой профессией. Бернард был не единственным членом семьи, увлекался ездой на велосипеде, в частности его братья Иоганн, известный скульптор и Антон, пионер авиации. Бернард и Антон организовали первые велогонки в Мюнстере.

## Спортивная карьера
Бернард Кнубель был одним из пяти немецких велосипедистов, которые принимали участие в Летних Олимпийских играх 1896 года. Единственные гонки, в которых он участвовал, состоялись 8 апреля, это был заезд на 100 километров. После преодоления трети пути, оставались лишь четыре из десяти велосипедистов, принявших участие в соревновании. Немецкие спортсмены ехали в паре, помогая друг другу держать ритм. Но и они были вынуждены закончить гонку, Теодор Лойпольд на 37 километре, а Бернард Кнубель на 41. Победу одержал француз Леон Фламан. Также Кнубель был заявлен на двухкилометровый спринт и десятикилометровую гонку но он не принимал участия в этих соревнованиях.

## Предприниматель
После возвращения на родину, Бернард Кнубель получил велосипедную дело своего брата Антона и женился. Он почти полностью отказался от поездок на велосипеде. Семейная фирма Кнубелев быстро стала лидером в велосипедной торговли Мюнстера, не в последнюю очередь благодаря удачной рекламной политике. Они первыми начали продавать велосипеды в кредит и при покупке велосипеда предлагали бесплатные уроки езды на нем. Autohaus Knubel первыми в Мюнстер начали торговать автомобилями. Они были официальными дилерами компаний Adler и Volkswagen в Мюнстере и Мюнстерланде. Компания существует и в наше время.